# Гирадо, Гийом
Гийом Гирадо (фр. Guilhem Guirado, родился 17 июня 1986 в Сере) — французский регбист, хукер (отыгрывающий).

## Карьера

### Клубная
Воспитанник школы клуба «Арль-сюр-Теш». Большую часть своей карьеры провёл за «Перпиньян», выиграв с ним чемпионат Франции 2009 года. С 2014 года представляет «Тулон».

### В сборной
В сборной до 21 года выиграл чемпионат мира 2006 года. Дебютировал в сборной Франции 3 марта 2008 в матче против сборной Италии. Участвовал в Кубках шести наций 2008, 2011, 2013 и 2014 годов. Серебряный призёр чемпионата мира 2011 года.

## Личная жизнь
Окончил Университет Перпиньяна по специальности «транспорт и логистика».